# Цілинна ділянка в степу
Цілинна ділянка в степу — ентомологічний заказник місцевого значення. Об'єкт розташований на території Веселівського району Запорізької області, в межах земель Корніївської сільської ради.
Площа — 18 га, статус отриманий у 1984 році.